# أودري جونز بيك
أودري جونز بيك (بالإنجليزية: Audrey Jones Beck)‏ هي فاعلة خير أمريكية، ولدت في 27 مارس 1924 في هيوستن في الولايات المتحدة، وتوفيت في 22 أغسطس 2003.